# Символи префектури Вакаяма

## Символи префектури
|         |  |  |        |
| Емблема |  |  | Прапор |

- Емблема префектури

Емблема префектури Вакаяма — стилізоване зображення знаку ワ (ва) силабічної японської абетки катакана, з якого починається назва префектури. Зображення символізує гармонійність (和, ва) мешканців Вакаями. Знак у формі променя, що розширяється з однієї точки, уособлює швидкий розвиток префектури, міць та доброту її жителів. Цей символ був затверджений 1969 року префектурною ухвалою. Інколи емблема префектури називається «префектурним гербом».
- Знак-символ префектури

Окремий знак-символ префектури Вакаяма відсутній. Зазвичай, емблема використовується як знак-символ префектури.
- Прапор префектури

Положення про прапор префектури Вакаяма було затверджене 1969 року. Згідно з ним співвідношення сторін прапора дорівнює 2 до 3. У центрі розміщується емблема префектури, яка дорівнює 3/5 висоти полотнища. Колір прапора — білий, а емблеми — синій. 
- Дерево префектури

Клен Убаме (Quercus phillyraeoides) — вічнозелене дерево родини букових, яке росте на півдні префектури. Ця теплолюбна рослина дуже стійка до спекотної погоди. З 1966 року дуб затверджено деревом префектури Вакаяма.
- Квітка префектури

Квітка-символ префектури Вакаяма — слива муме (Prunus mume). Її здавна вирощують на півострові Кії. Слива розцвітає у лютому-березні, сповіщаючи про прихід весни. У Східній Азії її квіти символізували настання Нового року. 1968 року японська слива була затверджена квіткою префектури шляхом загального голосування.
- Птах префектури

Птахом-символом Вакаями є Окулярник японський (Zosterops japonicus). Він є одним з найменших птахів Японського архіпелагу. Окулярник теплолюбний птах, переважно мешкає на півдні. Його було затверджено птахом префектури 1965 року.
- Морський символ префектури

Чорний тунець (Thunnus orientalis) — одна з найбільших риб у водах префектури Вакаяма. Його ловлять ранньою весною. Сасімі з чорного тунця вважають однією з найсмачніших страв вакаямської кухні. Його було затверджено морським символом префектури 1987 року.